# Янаки Паскалев
 Тази статия е за ксантийския деец на ВМОРО.  За хрупищкия, вижте Яни Хаджипаскалев.  
Янаки Ж. Паскалев, наричан Наки Доленарчето, е български революционер, деец на Вътрешната македоно-одринска революционна организация.

## Биография
Паскалев е роден в градчето Хрупища, Костурско, в Османската империя (днес Аргос Орестико, Гърция), като баща им е преселник от Долени. През 1877 година заедно със семейството си се мести Ксанти и се занимава с хлебарство и кръчмарство. Неговият брат Никола Паскалев остава в Хрупища, където развива революционна дейност.
Паскалев участва в борбата срещу Цариградската гръцката патриаршия за установяване на самостоятелна българска църква и е сред дейците, които допринасят най-много за отварянето на българско училище, снабдяването му с русадие (разрешително), откриването на български параклис и издигането на сгради за тези две институции.
В 1899 година влиза във ВМОРО и е един от основателите на ксантийския революционен комитет през 1900 година и става негов пръв председател. Заедно с Александър Филипов е начело на организацията в района. В дейността си е подпомогнат и от хрупищаните Щерю Брацелов, Панайот Михайлов, Аргир П. Димитров и Никола Балючев.
За революционна дейност през февруари 1904 година е арестуван от властите и хвърлен в Костурския затвор.
Брат му Никола работи като бакалин в Хрупища и също усърдно подкрепя дейността на българската партия в града, заради което е направен опит да бъде отровен. По-късно се присъединява към брат си в Ксанти.
Янаки Паскалев умира на 16 декември 1933 година в Ксанти. Негов син е общественикът Сребро Янакиев.
Георги Христов пише за Янаки Паскалев:
| „ | В един град дето гърците по своето абсолютно мнозинство и по своите морални и материални сили, далеч надминаващи шепата придошли отдругаде български семейства... само българи като Накето със своите достойни другари сънародници, можаха да пробият път на българщината в това силно укрепено елинско гнездо... Кой поддържаше това му положение и го правеше неустрашим? Високият му национален дух, националната идея, пропагандирана искрено и усърдно от него и успехът на неговото дело. | “ |

Семейството му доживява частичното освобождение на Егейска Македония през 1941 година. Киряк Шкуртов пише за него в списание „Илюстрация Илинден“: 
| „ | Този голям българин, обаче не можа да види изгрева на толкова очакваната българска свобода и да ѝ се нарадва. Терзан, уморен и материално съсипан той почина преждевременно. | “ |